# 古志の松原
古志の松原（こしのまつばら）は、富山県富山市の岩瀬から浜黒崎に及ぶ松並木のことであり、本項においては富山県の天然紀念物に指定されている「浜黒崎の松並木」についても解説する。

## 概要
旧上新川郡東岩瀬町より旧上新川郡浜黒崎村横越に及ぶ富山湾沿いの海浜に面する総計約2里の古志の松原は、慶長6年（1601年）加賀藩主前田利長がその植樹を命じ、2016年（平成28年）現在富山県の天然記念物に指定されている「浜黒崎の松並木」を合せた松原の総称であって、1934年（昭和9年）に当時の帝国美術院長正木直彦が地元の依頼に応じて命名したものである。1939年（昭和14年）に史蹟名勝天然紀念物、1965年（昭和40年）には富山県天然紀念物に指定され、1999年（平成11年）には北日本新聞社が「二十一世紀へ残したい富山百選」にこれを選び、また古志の松原より眺望する立山連峰の雄大なる美しさを讃えて、富山県商工会議所は一帯の海岸を「立山あおぐ特等席」の一つとしている。加えて社団法人日本の松の緑を守る会による日本の白砂青松100選にも選ばれた。別名を「越中舞子」と称し、その海岸の姿は「須磨明石に比すべき」ものといわれている。塩害飛砂防止の観点から高度公益機能森林にも指定されている。

## 歴史

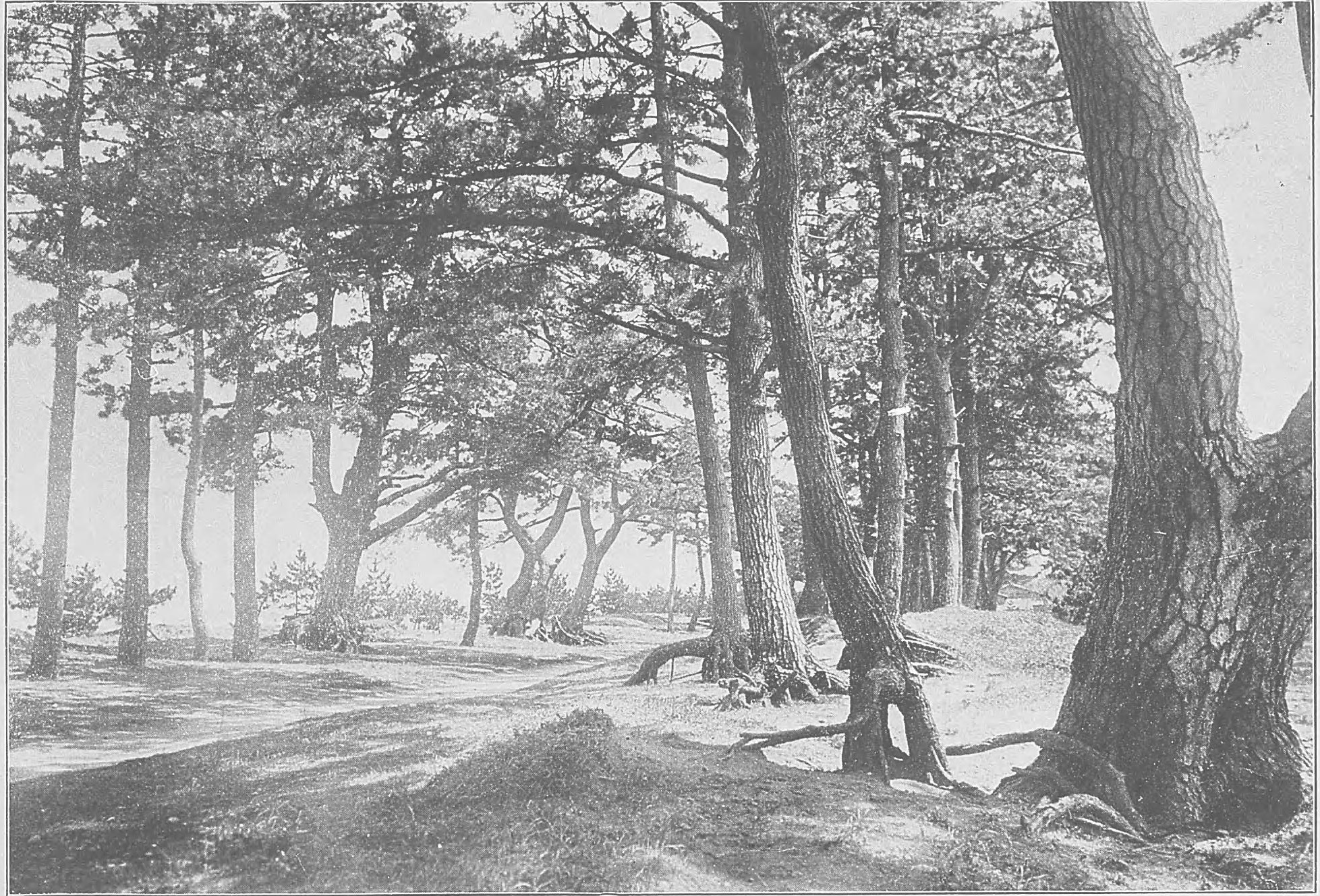
明治42年当時の古志の松原。『富山県写真帖』（明治42年9月、富山県）より引用。

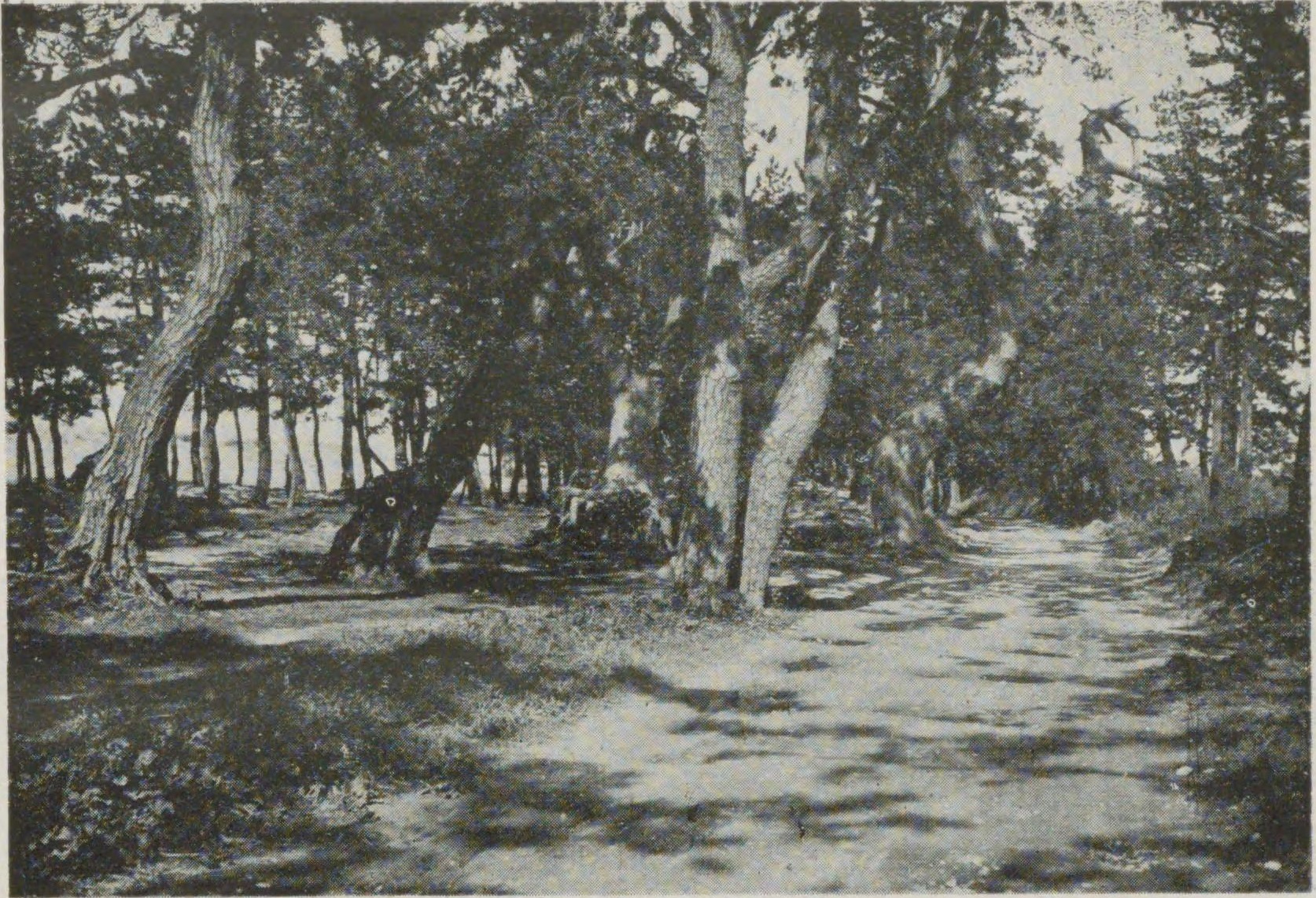
昭和年間の古志の松原。『富山県の産業と港湾』（港湾協会第九回通常総会富山準備委員会編、昭和11年5月、港湾協会第九回通常総会富山準備委員会）より。

- 承元元年（1207年） - 親鸞越後配流の折に「浜街道」を通過したが、この際旅疲れを癒すために一本の松の下に座し、以降その松を「親鸞上人腰掛けの松」と称するようになったという[2]。富山県指定天然記念物「浜黒崎の松並木」のうち22号がその松であるといわれている[2]。
- 慶長6年（1601年） - 『加賀藩民事志』に「慶長六年令シテ松ヲ往還ニ栽ヱシム、往還トハ官道ヲ曰フ」という如く[8]、主要官道に対して松の植樹を命じた。元来、常願寺川渡渉点であった西水橋町辻ヶ堂はそれまで街道沿いを伝ってきてここより富山の町へ南下する北陸街道と、辻ヶ堂から海岸を沿って氷見まで通ずる「浜街道」の分岐点であり[9]、浜黒崎の松並木はこの浜街道沿いに植樹されたものであった。一方、土屋義休が1714年（正徳4年）に著した『加越能大路水経』によると、東岩瀬駅が「寛文二年新宿被仰付候」として新たに駅宿に指定されているが[10]、これは1660年（万治3年）に富山藩が富山の町を加賀藩より譲受したことによって新たに富山を経由しない街道を整備するため行われたもので[11]、以降古志の松原沿いに東岩瀬町から浜黒崎を経て西水橋町辻ヶ堂を通る現在の富山県道1号富山魚津線の区画が北陸街道とされた。植樹の理由は参勤交代の折に積雪時の目印となすため、また街道の美観を慮ってのことであるといわれている[2]。
- 明治41年（1908年） - 旧森林法によって保安林に指定される[2]。
- 大正11年（1922年）8月 - 史蹟名勝天然紀念物調査会委員三好学理学博士が一帯の松原を視察のため浜黒崎に来訪[2]。当該調査会の報告書たる『史蹟名勝天然紀念物調査報告第三十五号』に於いて浜黒崎の松並木は「樹幹ノ長大ナルモノ少カラズ幹囲五尺ヨリ一丈九尺ニ達スルモノアリ（中略）現ニ保護林ト為レリ風致上ヨリ保存スルヲ要ス」として、天然紀念物に指定するに相応と認めている[12]。
- 昭和6年（1931年） - 浜黒崎村在郷軍人分会が海浜テント村を設置[2]。
- 昭和7年（1932年）8月 - 富山県海岸造林13ヶ所の一つに選ばれ、保全のため国庫補助費が交付された[2]。
- 昭和9年（1934年） - 正木直彦帝国美術院長が来富の折、依頼に応じて一帯の松原を「古志の松原」と命名する[2]。同年11月にはこれを紀念し東岩瀬町の米田元吉郎等の出資によってその紀念碑が建立された[1]。
- 昭和12年（1937年）6月 - 県選定委員会が浜黒崎の松並木を含む県内61ヶ所の史蹟名勝を文部省に史蹟名勝天然紀念物として推薦した[2]。
- 昭和14年（1939年） - 2月、浜黒崎の松並木が他の27件と共に文部省より正式に史蹟名勝天然紀念物に指定された[2]。
- 昭和18年（1943年） - 軍需のため、浜黒崎の松並木も伐採されようとしたところ、出張所長宝田直美と連合町内会長牧野重弘が連名をもって、時の富山県知事町村金五に「古来、浜黒崎国道沿線上の多幹性黒松巨木並木は我が国内にも稀なる学術上の貴重品たることは、既に三好学博士が証明されており、挙国決戦下の木材供出に県が垂範するのは当然ながら、直幹以外の多幹性数本は用材として不適当であるから伐採を猶予してほしい」との旨を陳情し供出の難を免れた[2]。
- 昭和35年（1960年）3月 - 新森林法により保安林に指定され、伐採や損傷、土地形質の変更等の行為が規制されることとなった[2]。
- 昭和38年（1963年）5月 - 浜黒崎に富山ユースホステルが開業する[2]。
- 昭和39年（1964年）7月 - 浜黒崎に富山市指定キャンプ場として浜黒崎キャンプ場が開業し、1991年（平成3年）これを浜黒崎観光協会に委託する[2]。
- 昭和40年（1965年）1月 - 浜黒崎の松並木44本が富山県指定天然記念物に指定された[2][13]。
- 昭和49年（1974年）1月 - 「古志の松原を守る会」が結成される[14]。
- 昭和57年（1982年） - 富山県道375号富山朝日自転車道線の整備が開始される[15]。同道は古志の松原内を通っており[16]、朝日町より氷見市までの海岸を整備する予定である[17]。

## 画像

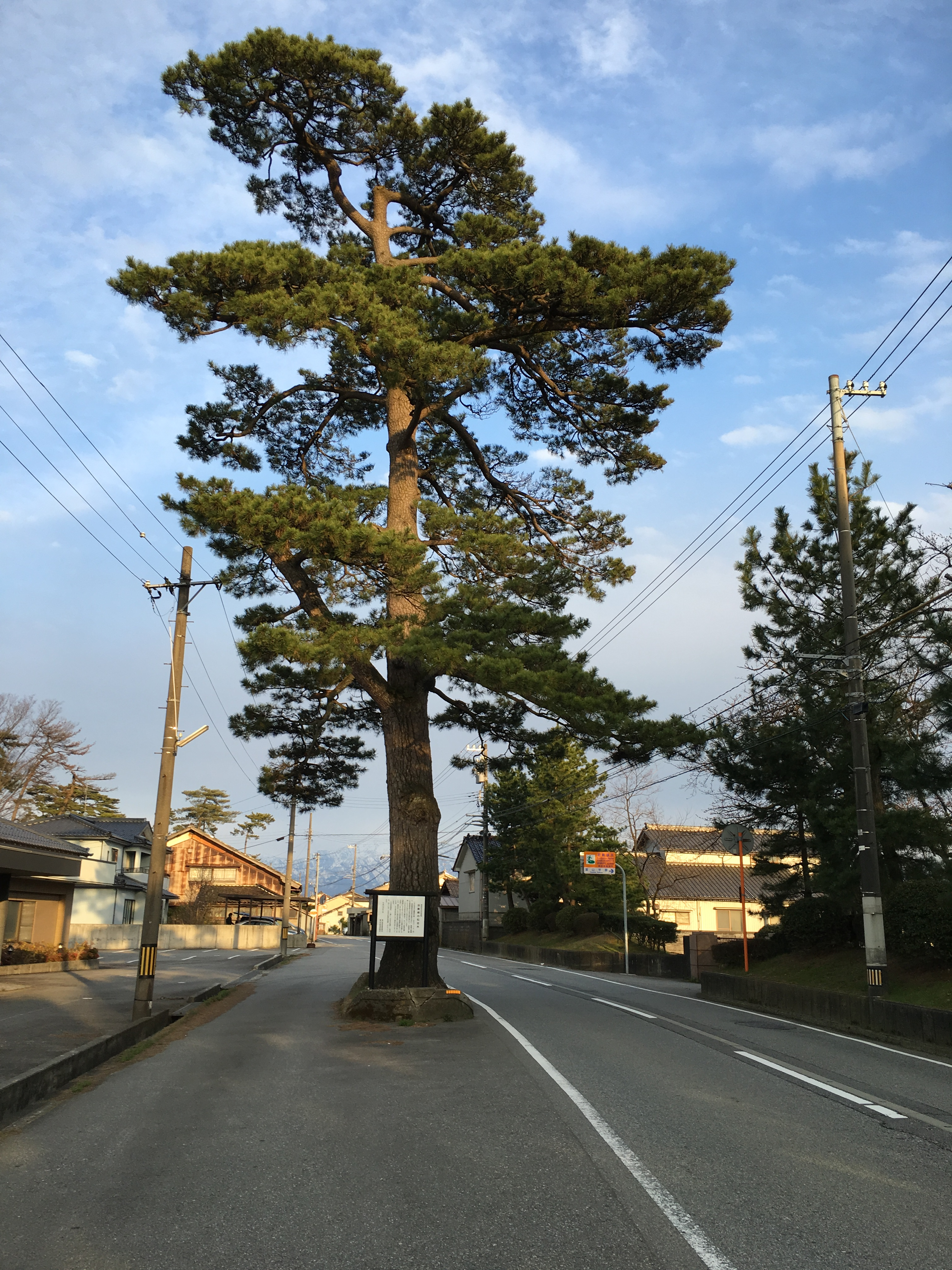
富山県天然記念物「浜黒崎の松並木」指定第1号
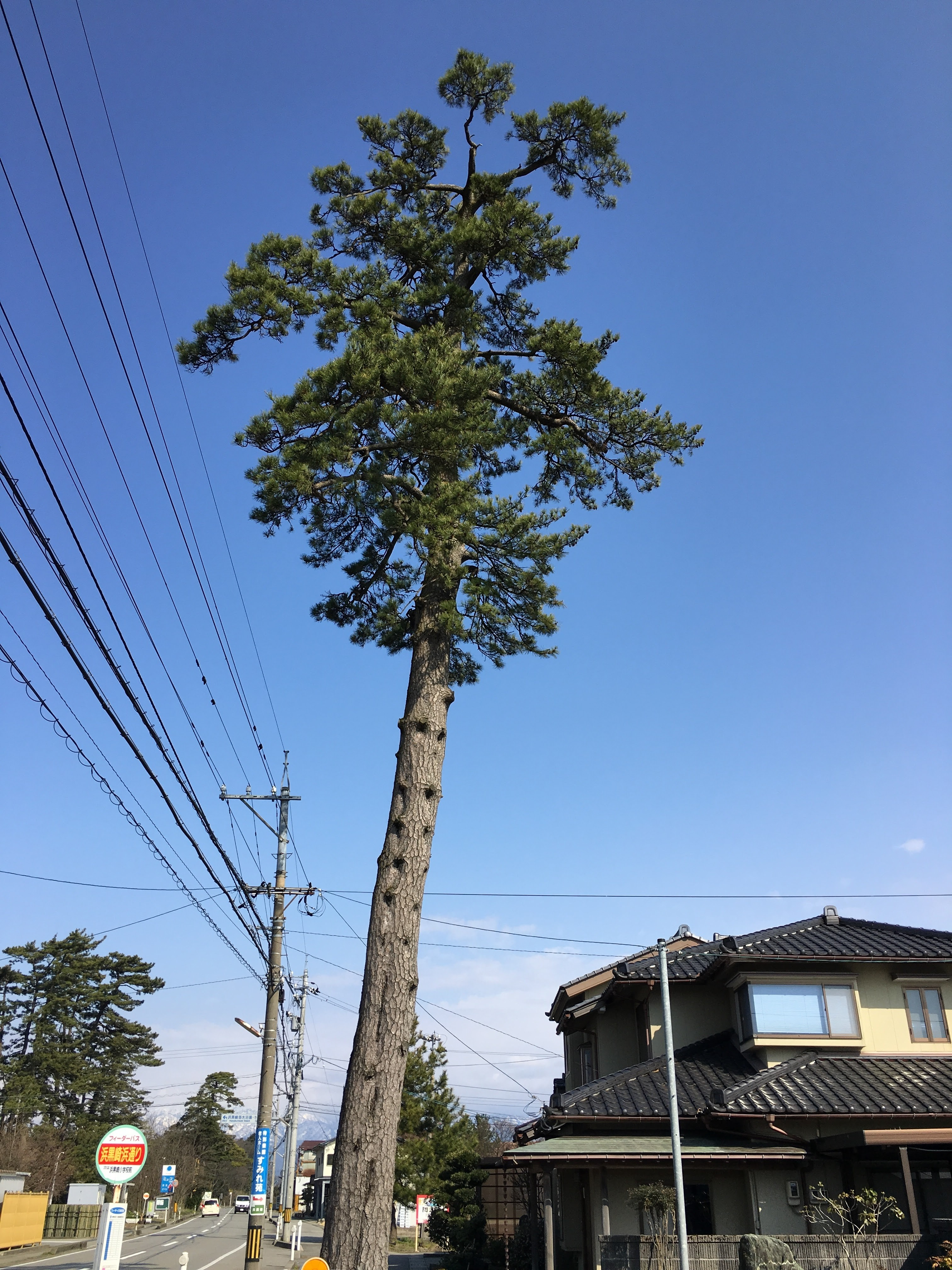
富山県天然記念物「浜黒崎の松並木」指定第27号
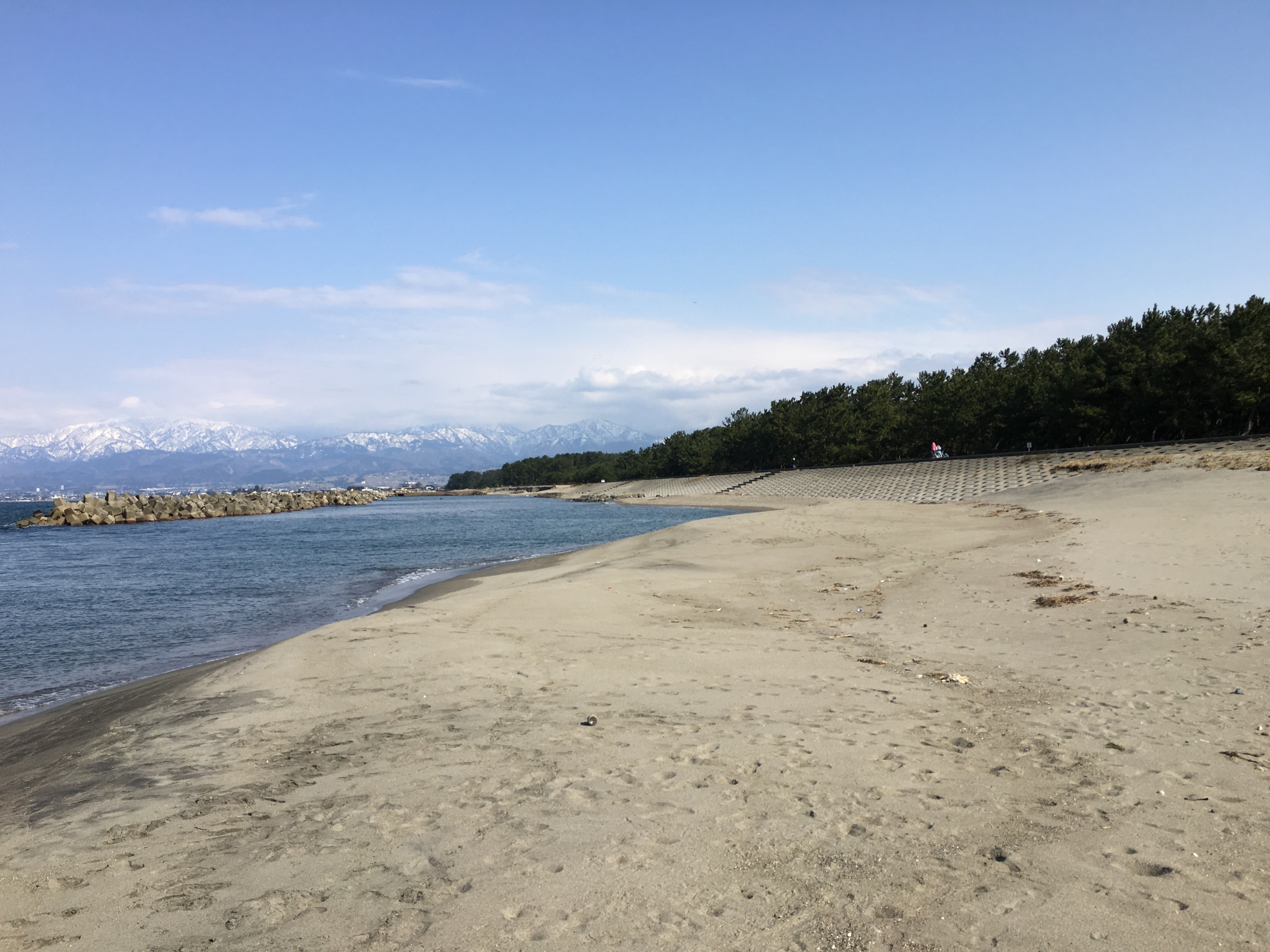
浜黒崎海岸より古志の松原を横に立山連峰を望む
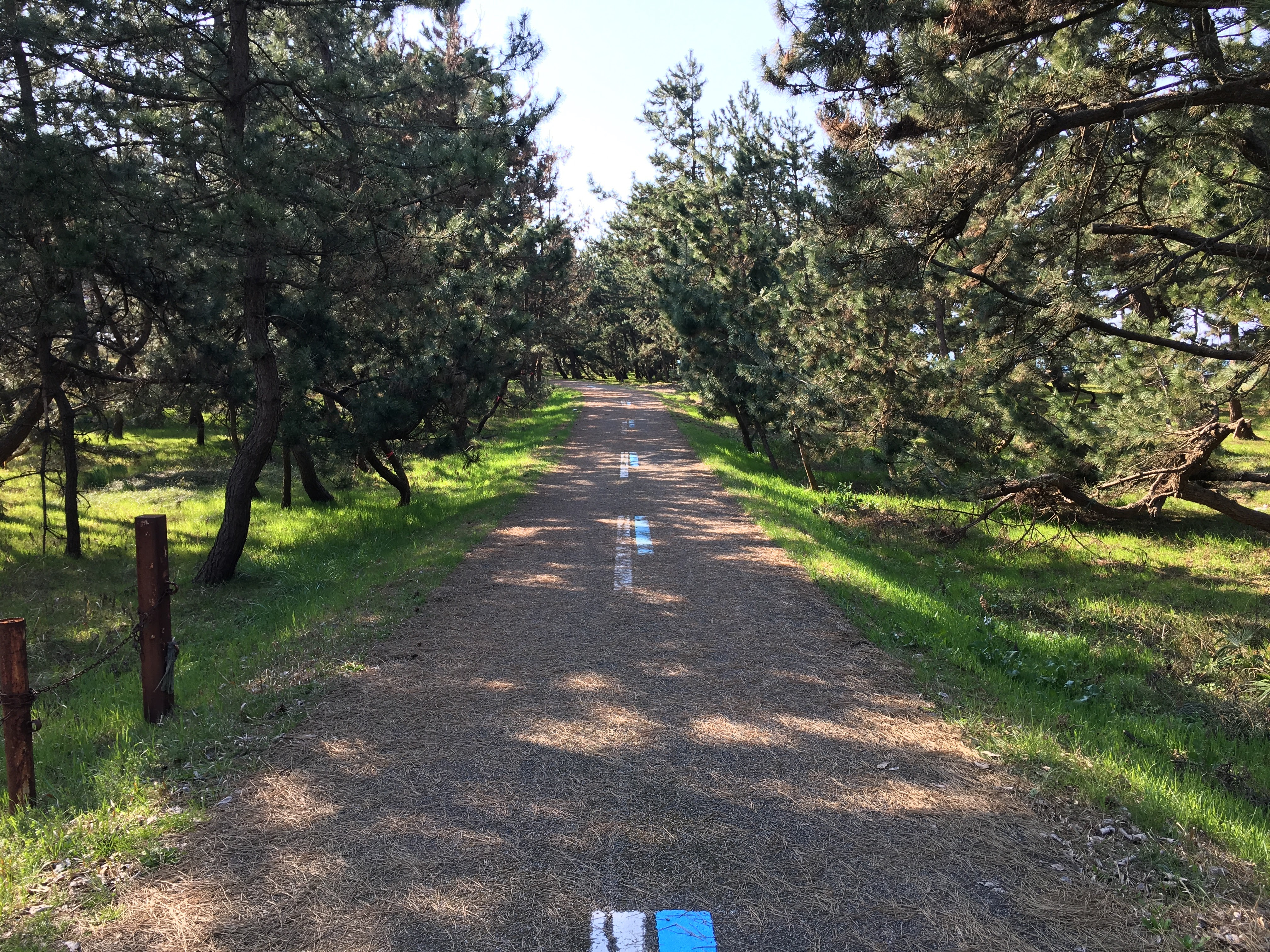
古志の松原内を通る富山県道375号富山朝日自転車道線
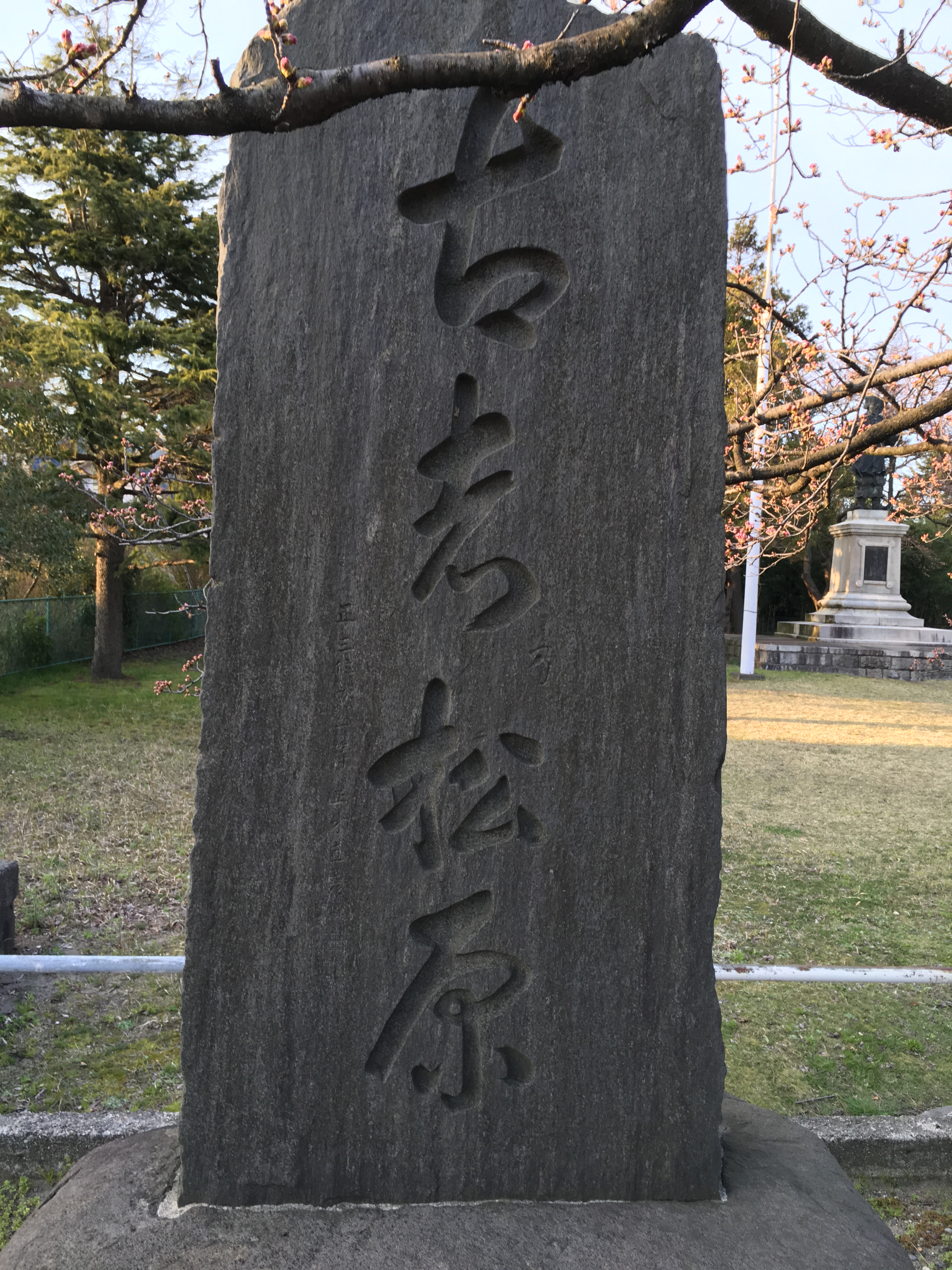
古志の松原碑
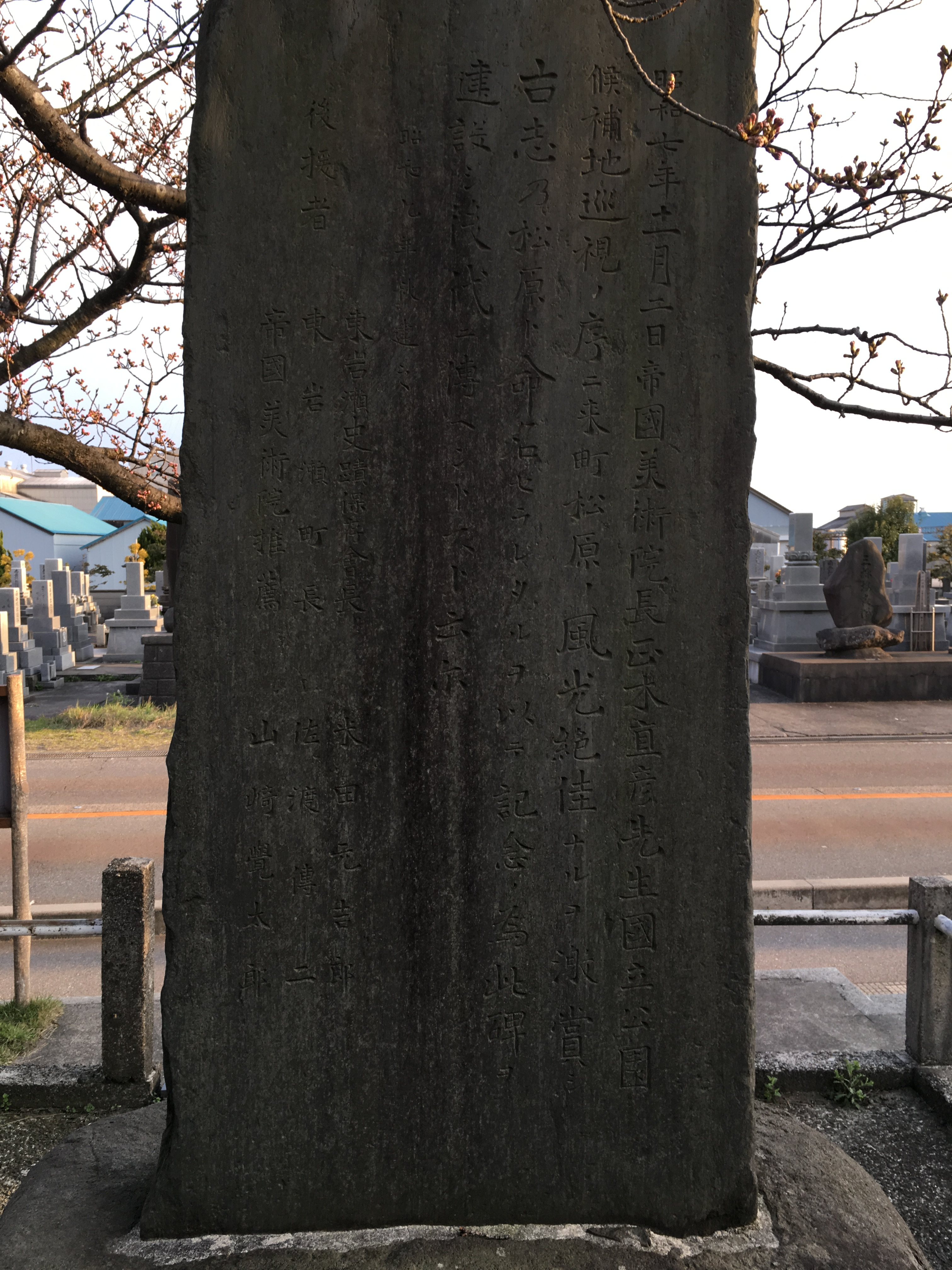
古志の松原紀念碑背面

## 伝承

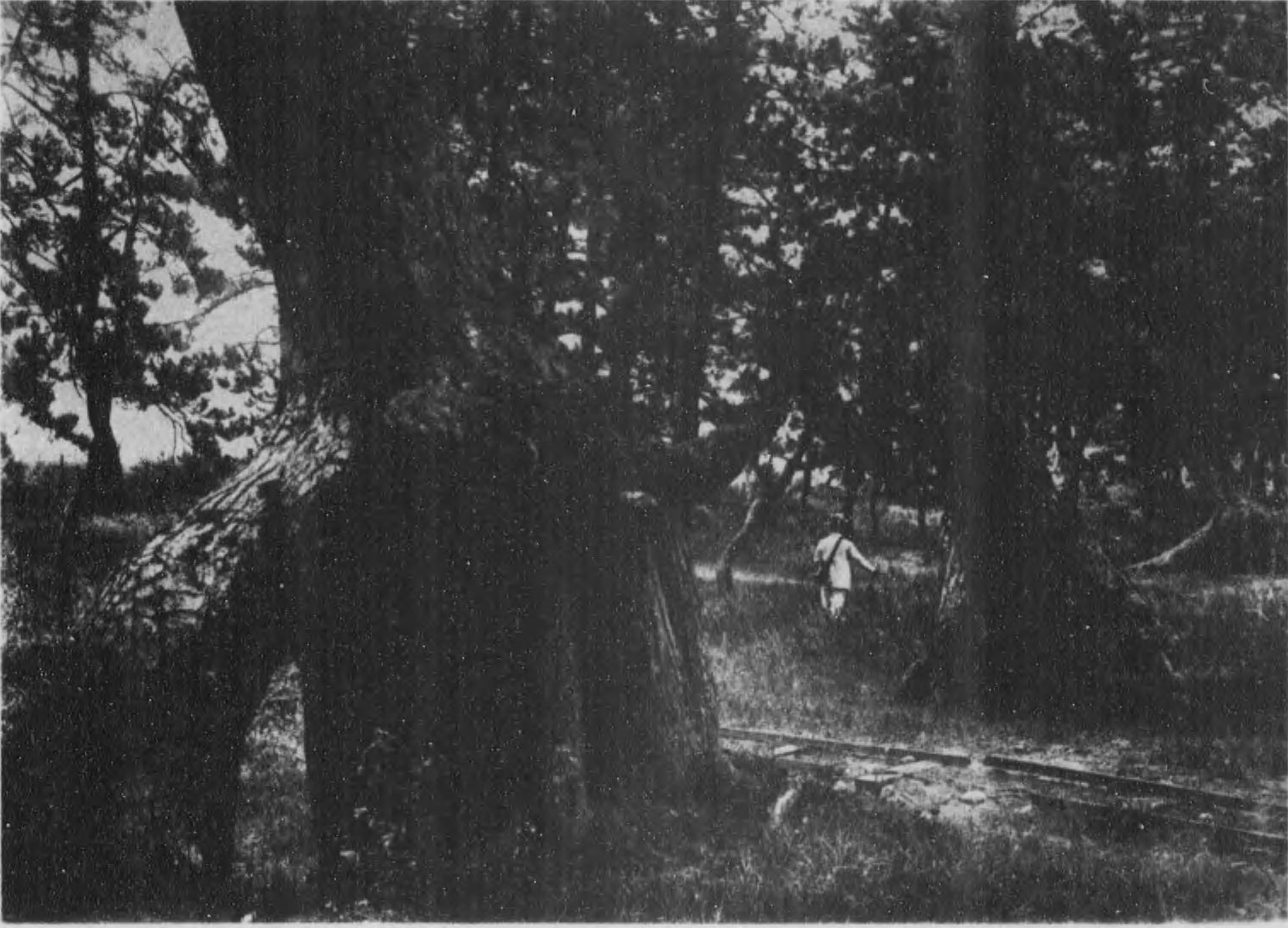
大正年間撮影の根上り松。『史蹟名勝天然紀念物調査報告第三十五号』（三好学、大正13年3月、内務省）より引用。

- 親鸞聖人腰掛けの松 … 県指定天然記念物指定「浜黒崎の松並木」の内の1本。この松は浄土真宗の開祖親鸞が承元元年（1207年）に越後国へと流されていた際、当時より松林の生ひ茂っていた中の一本の下にしばし長旅の疲れを癒したと伝えられるもので、樹齢は推定600歳ほどとされている。
- 源義経鎧掛けの松 … 現在は失われているが、義経都落ちの際、奥州藤原氏の下への旅路にその鎧を掛けこれに憩いその景観を賞したと伝えられていた[18][19]。
- 飛び団子の伝説 … 伝説によれば、その昔古志の松原には魔物が住んでいて、大村城主轡田豊後守がこれを退治しようと夜半勇敢に戦った。衆寡敵せず力尽きようとしたとき、彼は「熊野権現助け給え」と神助を請うた。すると突如雲間より団子が飛び出して来て、轡田豊後守の口中に入り、忽ちにして力が湧き、見事恐るべき魔物を打ち倒したという。なお、ここに登場する「飛び団子」は現在岩瀬において販売されている[20]。
- 根上り松 … 戦前、古志の松原に於ける名物として知られた浸食により根の部分が露わになった松のことで、戦中の軍需のため伐採され現存しない[21]。1922年（大正11年）の史蹟名勝天然紀念物調査会委員三好学理学博士の調査によれば、その数は30株程で最も大なるものは根廻り4丈6尺、根上り8尺の高さがあったという[12]。

## 公共交通
富山地方鉄道
富山港線岩瀬浜駅前より、富山県道1号富山魚津線に沿って走るフィーダーバスが運行されている。岩瀬浜停留場または浜黒崎キャンプ場停留場下車。。